# Long-Range Hypersonic Weapon
Die Long-Range Hypersonic Weapon (LRHW), auch als Dark Eagle bezeichnet, ist eine vom US-amerikanischen Rüstungs- und Technologiekonzern Lockheed Martin für die US-Streitkräfte entwickelte Hyperschallwaffe größerer Reichweite.
Sie ist sowohl als Boden-Boden-Rakete als auch als Schiff- und U-Boot-gestützte Rakete konzipiert und soll dementsprechend sowohl das Waffenarsenal der US Army als auch das Waffenarsenal der US Navy ergänzen.
Mit der LRHW wollen die USA in der Lage sein, innerhalb einer Stunde jeden Ort auf der Welt angreifen bzw. bekämpfen zu können (siehe Conventional Prompt Strike).

## Aufbau, Entwicklung und Fähigkeiten

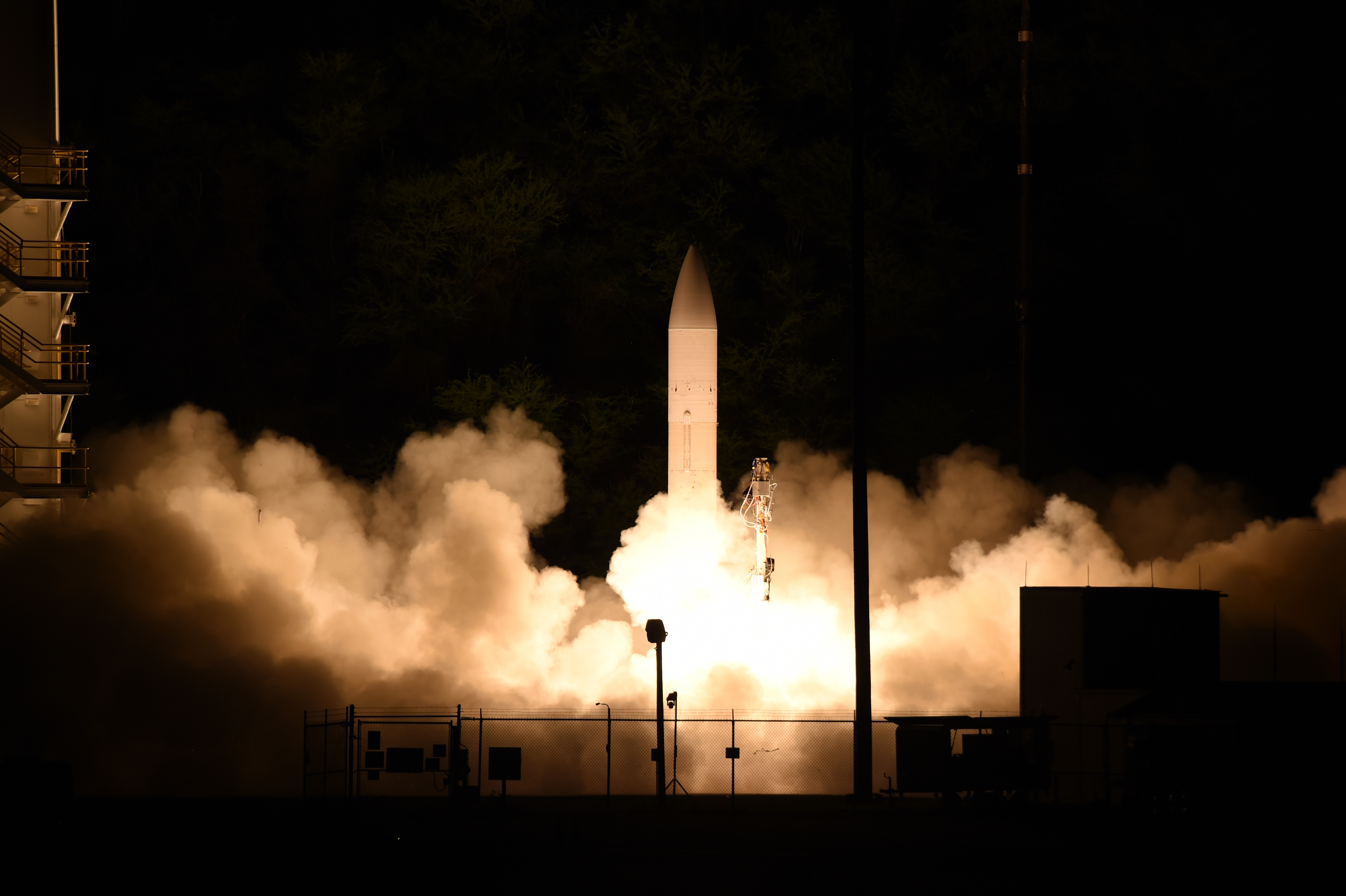
Test eines STARS-Boosters im Jahr 2020 mit einem Prototyp des LRHW-Gefechtskopfes Common-Hyperpersonic Glide Body

Die Waffe besteht aus zwei Raketenstufen mit Feststoffraketentriebwerken welche von Lockheed Martin zusammen mit Northrop Grumman entwickelt werden, sowie einem Hyperschallgleiter namens Common-Hypersonic Glide Body (Abk. C-HGB) mit einem Gefechtskopf, entwickelt von Dynetics. Sobald die Raketenstufen eine signifikante Höhe und mehrfache Schallgeschwindigkeit erreicht haben, wird der C-HGB-Hyperschallgleiter freigesetzt. Am Design des Hyperschallgleiters war das Sandia National Laboratories beteiligt. Der Hyperschallgleiter besitzt die Fähigkeit, bis zum Ende manövrierbar zu sein, und somit Flugabwehrraketen ausweichen und neue Ziele ansteuern zu können.
Der erste Test des Hyperschallgleiters erfolgte im Jahr 2017. Dabei flog ein Prototyp über 3700 km von Hawaii zu den Marshallinseln. Der Feststoffraketenmotor der ersten Raketenstufe wurde im Jahr 2020 erstmals getestet. Im darauffolgenden Jahr wurden zwei Raketenstufen sowie eine Schubvektorsteuerung getestet.
Spätestens im Juni 2024 war der finale Test, bei dem die Flugbahn dieselbe war, wie beim ersten Test, erfolgreich verlaufen.

## Produktion und Kosten
Für den Bau von 20 C-HGB-Gefechtsköpfen hat Hersteller Dynetics 351,6 Millionen US-Dollar im Jahr 2020 erhalten. Zur Produktion weiterer Gefechtsköpfe wurden Dynetics im Jahr 801 Millionen US-Dollar für das Jahr 2021 und 5,3 Milliarden US-Dollar für die darauffolgenden fünf Jahre vorgeschlagen.
Lockheed Martin erhielt 347 Millionen US-Dollar für den Bau der Raketenstufen.

## Stationierung
Die United States Army beabsichtigt, jeder Batterie, die LRHW erhalten sollen, vier M983-Lastwagen, die jeweils zwei LRHW-Raketen in Abschussbehältern transportieren können, bereitzustellen.
Die US Navy beabsichtigt, die Waffe spätestens ab 2025 an Bord ihrer Zerstörer der Zumwalt-Klasse und ab 2028 auf ihren U-Booten der Virginia-Klasse bereitzuhalten.
Bundeskanzler Olaf Scholz und US-Präsident Joe Biden beschlossen im Jahr 2024 die Stationierung von US-amerikanischen Hyperschallraketen in Deutschland ab dem Jahr 2026. Sie seien zur Abschreckung gegen Russland gedacht und würden von der US Army einsatzbereit gehalten. Laut Einschätzung von Militärexperten sind es LRHW-Raketen, die in Deutschland stationiert werden sollen. Die Stationierung der Raketen geschehe als Reaktion auf die Stationierung russischer 9M729-Marschflugkörper in Belarus und in Kaliningrad. Im Gegensatz zu den als nuklear aufrüstbar geltenden russischen Marschflugkörpern und den im Kalten Krieg in Europa stationierten nuklearen Mittelstreckenraketen sollen die neuen US-Raketen nicht mit Nukleargefechtsköpfen bestückt werden.